# Next Century Foundation
La Next Century Foundation est une fondation qui promeut les initiatives de paix, de coopération et de sécurité dans le Moyen-Orient, en Afrique du Nord et en Asie du Sud.  

## Activités

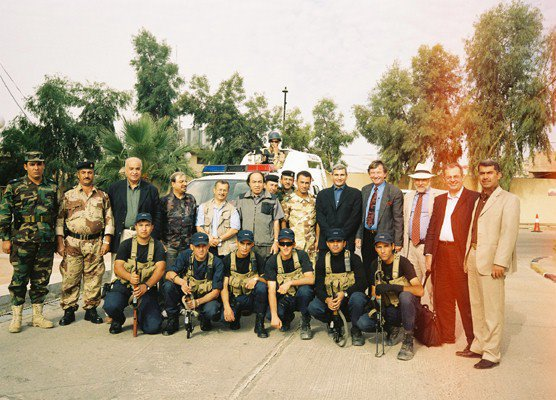
L'équipe d'observation électorale du NCF dans la zone rouge en Iraq: départ pour la province de Ninive en 2006.

La fondation se décrit comme un « groupe de réflexion et d'action » et produit des documents de stratégie politique. Par ses travaux, la NCF espère faciliter le dialogue entre différentes factions à travers le Moyen-Orient. Ainsi, la plupart du travail de la NCF s'opère en coulisses. Les exemples sont très variés. Notamment, la NCF a : 
- Produit une série de rapports politiques sur la situation sécuritaire en Irak, ainsi que sur les relations interrégionales de l'Irak et des territoires contestés (y compris Kirkouk). La NCF participe aussi dans des missions d'établissement des faits dans tout l'Irak, menées depuis 2003 dans certaines des régions les plus dangereuses et instables de l'Irak[1].
- La NCF surveille les élections provinciales et parlementaires en Irak depuis 2005 (les délégués chargés de la surveillance des élections de la NCF ont été les seuls observateurs internationaux à opérer dans des zones vertes et rouges de l'Irak)[2].
- L'organisation a aussi organisé et participé à un certain nombre de conférences sur des questions telles que la résolution des conflits, la lutte contre l'extrémisme et l'analyse de la migration internationale[3].

## International Media Awards
Depuis 2005, une cérémonie de remise de prix annuelle est organisée par le Conseil international de la presse et de la radiodiffusion (un organe subsidiaire de la Next Century Foundation) à Londres pour encourager les hauts standards du journalisme au Moyen-Orient. Les prix récompensent les journalistes et les diffuseurs de radio et de télévision qui favorisent une meilleure compréhension des peuples et des affaires politiques du monde grâce à la qualité constante de leur travail. Bien que pas limités à la région, les prix ont historiquement mis l'accent sur le Moyen-Orient et l'Asie du Sud. 
En septembre 2013, le Conseil international de la presse et de la radiodiffusion a fusionné avec le Forum international de la communication. Le Conseil décida alors de se dissoudre, et d'unir toutes ses activités, y compris les prix annuels des médias, sous la bannière de l'ICF. 
En juin 2017, la Next Century Foundation a de nouveau accueilli le Prix des médias internationaux. L'événement a eu lieu le mercredi 28 juin. La Next Century Foundation a annoncé qu'elle organiserait les International Media Awards virtuellement en 2020 en raison de la pandémie COVID-19. 

## Organisation
Les membres fondateurs étaient des hommes d'affaires, des politiciens, des journalistes et des diplomates dont Claud Morris, Lord Arnold Weinstock, David Alliance, Baron Alliance CBE, Jaweed al-Ghussein et Arnold Goodman, Baron Goodman et Haim Yosef Zadok. 
Le secrétaire général est William Morris. La coordonnatrice est Maggie Tomkinson. Les administrateurs sont Hon Mark Gregory Hambley (USA), David Alliance, Baron Alliance of Manchester (UK), George Windsor, Earl of St Andrews (UK), Alastair King-Smith, Vivian Wineman et Mili Gottlieb. 
Le conseil consultatif de la Next Century Foundation comprend : Andrew Stone, baron Stone de Blackheath ; le très honorable Sir Jeremy Hanley KCMG ; SE Nasser Bin Hamad M. Al-Khalifa ; Michael Binyon OBE ; Saad Bin Tefla ; Walid Khalid Issa Taha; Jane Kinninmont ; Tour. Larry Wright ; Col. Richard T. Ryer et Claudia Shaffer. 
En avril 2017, la Next Century Foundation a obtenu le statut consultatif spécial des Nations unies  et était présente à la soixante-douzième session de l'Assemblée générale des Nations unies en septembre 2017 pour discuter des questions telles que les droits des femmes à Bahreïn. 